# Wahlen zum Senat der Vereinigten Staaten 1876 und 1877
Die Wahlen zum Senat der Vereinigten Staaten 1876 und 1877 zum 45. Kongress der Vereinigten Staaten fanden zu verschiedenen Zeitpunkten statt. Die Wahlen fanden parallel zur Präsidentschaftswahl 1876 statt, in der Rutherford B. Hayes gewählt wurde. Vor der Verabschiedung des 17. Zusatzartikels wurden die Senatoren nicht direkt gewählt, sondern von den Parlamenten der Bundesstaaten bestimmt.
Zur Wahl standen 26 Senatssitze der Klasse II, deren Inhaber 1870 und 1871 für eine Amtszeit von sechs Jahren gewählt worden oder später nachgerückt waren. Zusätzlich fanden für einen dieser Sitze sowie sechs der Klasse III Nachwahlen statt. Dabei wurden auch die beiden Sitze des neuen Bundesstaates Colorado besetzt, die die Republikaner gewannen. Ein vakanter Sitz ging an die Demokraten, ansonsten gab es keine parteipolitischen Veränderungen.
Von den 26 regulär zur Wahl stehenden Sitzen waren neun von Demokraten und 17 von Republikanern besetzt. Neun Amtsinhaber wurden wiedergewählt (4 D, 5 R), fünf weitere Sitze konnten die Demokraten halten, sechs die Republikaner. Die Republikaner verloren fünf Sitze an die Demokraten und einen an einen Unabhängigen. Damit verloren die Republikaner ihre absolute Mehrheit, die am Ende des 44. Kongresses bei 45 gegen 30 Demokraten und einem Anti-Monopolisten gelegen hatte. Im neuen Kongress saßen zur ersten Tagungsperiode 39 Republikaner, 35 Demokraten, ein Anti-Monopolist und ein Unabhängiger.
Zu Veränderungen nach der Wahl siehe auch Liste der Mitglieder des Senats im 45. Kongress der Vereinigten Staaten.

## Ergebnisse

### Wahlen während des 44. Kongresses
Die Gewinner dieser Wahlen wurden vor dem 4. März 1877 in den Senat aufgenommen, also während des 44. Kongresses.
| Staat         | Amtierender Senator       | Partei       | Nachwahl   | Datum         | Ergebnis                | Neuer Senator        |
| ------------- | ------------------------- | ------------ | ---------- | ------------- | ----------------------- | -------------------- |
| Colorado      | neuer Staat               | neuer Staat  | Klasse II  | 15. Nov. 1876 | Zugewinn Republikaner   | Henry M. Teller      |
| Colorado      | neuer Staat               | neuer Staat  | Klasse III | 15. Nov. 1876 | Zugewinn Republikaner   | Jerome B. Chaffee    |
| Connecticut   | James E. English, ernannt | Demokrat     | Klasse III | 17. Mai 1876  | von Demokraten gehalten | William Henry Barnum |
| Louisiana     | vakant                    | vakant       | Klasse III | 12. Jan. 1876 | Zugewinn Demokraten     | James B. Eustis      |
| Maine         | James G. Blaine, ernannt  | Republikaner | Klasse III | 17. Jan. 1877 | bestätigt               | James G. Blaine      |
| Tennessee     | David M. Key, ernannt     | Demokrat     | Klasse III | 19. Jan. 1877 | von Demokraten gehalten | James E. Bailey      |
| West Virginia | Samuel Price, ernannt     | Demokrat     | Klasse III | 26. Jan. 1877 | von Demokraten gehalten | Frank Hereford       |

- ernannt: Senator wurde vom Gouverneur als Ersatz für einen ausgeschiedenen Senator ernannt, Nachwahl nötig.
- bestätigt: ein als Ersatz für einen ausgeschiedenen Senator ernannter Amtsinhaber wurde bestätigt.

### Wahlen zum 45. Kongress
Die Gewinner dieser Wahlen wurden am 4. März 1877 in den Senat aufgenommen, also bei Zusammentritt des 45. Kongresses. Alle Sitze dieser Senatoren gehören zur Klasse II.
| Staat          | Amtierender Senator        | Partei       | Datum          | Ergebnis                   | Neuer Senator        |
| -------------- | -------------------------- | ------------ | -------------- | -------------------------- | -------------------- |
| Alabama        | George Goldthwaite         | Demokrat     | 1876           | von Demokraten gehalten    | John Tyler Morgan    |
| Arkansas       | Powell Clayton             | Republikaner | 16. Jan. 1877  | Zugewinn Demokraten        | Augustus H. Garland  |
| Colorado       | Henry M. Teller            | Republikaner | 1876 oder 1877 | wiedergewählt              | Henry M. Teller      |
| Delaware       | Eli M. Saulsbury           | Demokrat     | 1876           | wiedergewählt              | Eli M. Saulsbury     |
| Georgia        | Thomas M. Norwood          | Demokrat     | 26. Jan. 1877  | von Demokraten gehalten    | Benjamin Harvey Hill |
| Illinois       | John A. Logan              | Republikaner | 25. Jan. 1877  | Zugewinn Unabhängiger      | David Davis          |
| Iowa           | George G. Wright           | Republikaner | 19. Jan. 1877  | von Republikanern gehalten | Samuel J. Kirkwood   |
| Kansas         | James M. Harvey            | Republikaner | 31. Jan. 1877  | von Republikanern gehalten | Preston B. Plumb     |
| Kentucky       | John W. Stevenson          | Demokrat     | 1876           | von Demokraten gehalten    | James B. Beck        |
| Louisiana      | Joseph R. West             | Republikaner | 10. Jan. 1877  | von Republikanern gehalten | William P. Kellogg   |
| Maine          | James G. Blaine            | Republikaner | 16. Jan. 1877  | wiedergewählt              | James G. Blaine      |
| Massachusetts  | George S. Boutwell         | Republikaner | 1877           | von Republikanern gehalten | George Frisbie Hoar  |
| Michigan       | Thomas W. Ferry            | Republikaner | 1877           | wiedergewählt              | Thomas W. Ferry      |
| Minnesota      | William Windom             | Republikaner | 1877           | wiedergewählt              | William Windom       |
| Mississippi    | James L. Alcorn            | Republikaner | 1876           | Zugewinn Demokraten        | Lucius Q. C. Lamar   |
| Nebraska       | Phineas W. Hitchcock       | Republikaner | 1877           | von Republikanern gehalten | Alvin Saunders       |
| New Hampshire  | Aaron H. Cragin            | Republikaner | 1876           | von Republikanern gehalten | Edward H. Rollins    |
| New Jersey     | Frederick T. Frelinghuysen | Republikaner | 24. Jan. 1877  | Zugewinn Demokraten        | John R. McPherson    |
| North Carolina | Matt W. Ransom             | Demokrat     | 1876           | wiedergewählt              | Matt W. Ransom       |
| Oregon         | James K. Kelly             | Demokrat     | 1876 oder 1877 | von Demokraten gehalten    | La Fayette Grover    |
| Rhode Island   | Henry B. Anthony           | Republikaner | 1876           | wiedergewählt              | Henry B. Anthony     |
| South Carolina | Thomas J. Robertson        | Republikaner | 1876           | Zugewinn Demokraten        | Matthew Butler       |
| Tennessee      | Henry Cooper               | Demokrat     | 10. Jan. 1877  | von Demokraten gehalten    | Isham G. Harris      |
| Texas          | Morgan C. Hamilton         | Republikaner | 1876           | Zugewinn Demokraten        | Richard Coke         |
| Virginia       | John W. Johnston           | Demokrat     | 1877           | wiedergewählt              | John W. Johnston     |
| West Virginia  | Henry G. Davis             | Demokrat     | 26. Jan. 1877  | wiedergewählt              | Henry G. Davis       |

- wiedergewählt: ein gewählter Amtsinhaber wurde wiedergewählt.

### Wahlen während des 45. Kongresses
Die Gewinner dieser Wahlen wurden nach dem 4. März 1877 in den Senat aufgenommen, also während des 45. Kongresses.
| Staat        | Amtierender Senator | Partei       | Nachwahl   | Datum         | Ergebnis                   | Neuer Senator     |
| ------------ | ------------------- | ------------ | ---------- | ------------- | -------------------------- | ----------------- |
| Ohio         | John Sherman        | Republikaner | Klasse III | 21. März 1877 | von Republikanern gehalten | Stanley Matthews  |
| Pennsylvania | Simon Cameron       | Republikaner | Klasse III | 20. März 1877 | von Republikanern gehalten | J. Donald Cameron |

## Einzelstaaten
In allen Staaten wurden die Senatoren durch die Parlamente gewählt, wie durch die Verfassung der Vereinigten Staaten vor der Verabschiedung des 17. Zusatzartikels vorgesehen. Das Wahlverfahren bestimmten die Staaten selbst, war daher von Staat zu Staat unterschiedlich. Teilweise ergibt sich aus den Quellen nur, wer gewählt wurde, aber nicht wie.
Das Third Party System der Parteien in den Vereinigten Staaten bestand aus der Demokratischen Partei, die hauptsächlich in den Südstaaten stark war, sowie der gemäßigt abolitionistischen, im Norden verankerten Republikanischen Partei. Zeitweise war auch die Anti-Monopoly Party im Senat vertreten.